# Палеомастодонти
Палеомастодонти (Palaeomastodontidae) — вимерла родина ранніх хоботних. Мешкали в Африці в епоху еоцену і в ранньому олігоцені, тобто близько 35 мільйонів років тому. Одними з предків палеомастодонтів були мерітерії, що жили близько 50 мільйонів років тому. Як і палеомастодонти, мерітерії були знайдені у Фаюмській оазі, Єгипет. Родина вельми близько споріднена з родиною Moeritheriidae
Палеомастодонти мали від 1 до 2 м заввишки і важили до 2 тонн, вже мали короткий хобот із зрощених один з одним носом і верхньої губи. У верхній і подовженої нижньої щелепи ікла розвинулися в бивні. Бивні нижньої щелепи були більш пласкими і служили, мабуть, більш легкому витяганню водних рослин з болотистої землі. Як і мерітерії, палеомастодонти жили у воді або в болотистій береговій місцевості, подібно до сучасних бегемотів.

## Ресурси Інтернету
- Palaeomastodon